# NGC 5062-2
NGC 5062-2 is een elliptisch sterrenstelsel in het sterrenbeeld Centaur. Het hemelobject werd op 1 mei 1834 ontdekt door de Britse astronoom John Herschel.

## Synoniemen
- PGC 3094759